# 近畿比例代表區
近畿比例代表區，是日本眾議院11個比例代表制選區之一。該選舉區設立於1994年。最初時為33位，2000年選舉時為30位，2003至2014年為29位，2017年起為28位。

## 地區
滋賀縣、京都府、大阪府、兵庫縣、奈良縣、和歌山縣

## 選出議員
| 選舉屆數 | 第41屆                      | 第42屆                  | 第43屆                    | 第44屆                    | 第45屆                    | 第46屆                    | 第47屆                  | 第48屆                    | 第49屆                      |
| 選舉年   | 1996年                      | 2000年                  | 2003年                    | 2005年                    | 2009年                    | 2012年                    | 2014年                  | 2017年                    | 2021年                      |
| -------- | --------------------------- | ----------------------- | ------------------------- | ------------------------- | ------------------------- | ------------------------- | ----------------------- | ------------------------- | --------------------------- |
| #1       | 池坊保子 （新進党）         | 高市早苗 （自由民主党） | 玉置一弥 （民主党）       | 近藤三津枝 （自由民主党） | 大西孝典 （民主党）       | 東国原英夫 （日本維新会） | 長尾敬 （自由民主党）   | 奥野信亮 （自由民主党）   | 三木圭惠 （日本維新会）     |
| #1       | 池坊保子 （新進党）         | 高市早苗 （自由民主党） | 玉置一弥 （民主党）       | 近藤三津枝 （自由民主党） | 大西孝典 （民主党）       | 清水鴻一郎 （日本維新会） | 長尾敬 （自由民主党）   | 奥野信亮 （自由民主党）   | 三木圭惠 （日本維新会）     |
| #2       | 田野瀨良太郎 （自由民主党） | 山井和則 （民主党）     | 柳本卓治 （自由民主党）   | 西村眞悟 （民主党）       | 近藤三津枝 （自由民主党） | 門博文 （自由民主党）     | 小澤銳仁 （維新党）     | 森夏枝 （日本維新会）     | 奥野信亮 （自由民主党）     |
| #3       | 東中光雄 （日本共產党）     | 池坊保子 （公明党）     | 石井一 （民主党）         | 井脇信子 （自由民主党）   | 小原舞 （民主党）         | 西村眞悟 （日本維新会）   | 竹内讓 （公明党）       | 森山浩行 （立憲民主党）   | 和田有一朗 （日本維新会）   |
| #4       | 近江巳記夫 （新進党）       | 穀田惠二 （日本共產党） | 池坊保子 （公明党）       | 池坊保子 （公明党）       | 玉置公良 （民主党）       | 竹内讓 （公明党）         | 大西宏幸 （自由民主党） | 神谷昇 （自由民主党）     | 柳本顯 （自由民主党）       |
| #5       | 奥山茂彦 （自由民主党）     | 柳本卓治 （自由民主党） | 森岡正宏 （自由民主党）   | 松本剛明 （民主党）       | 池坊保子 （公明党）       | 泉健太 （民主党）         | 足立康史 （維新党）     | 竹内讓 （公明党）         | 竹内讓 （公明党）           |
| #6       | 家西悟 （民主党）           | 山元勉 （民主党）       | 梶原康弘 （民主党）       | 柳本卓治 （自由民主党）   | 柳本卓治 （自由民主党）   | 竹本直一 （自由民主党）   | 穀田惠二 （日本共產党） | 樽床伸二 （希望之党）     | 櫻井周 （立憲民主党）       |
| #6       | 家西悟 （民主党）           | 山元勉 （民主党）       | 梶原康弘 （民主党）       | 柳本卓治 （自由民主党）   | 柳本卓治 （自由民主党）   | 竹本直一 （自由民主党）   | 穀田惠二 （日本共產党） | 馬淵澄夫 （希望之党）     | 櫻井周 （立憲民主党）       |
| #7       | 久保哲司 （新進党）         | 西村眞悟 （自由民主党） | 石井郁子 （日本共產党）   | 北神圭朗 （民主党）       | 室井秀子 （民主党）       | 阪口直人 （日本維新会）   | 泉健太 （民主党）       | 佐藤由香里 （自由民主党） | 住吉寬紀 （日本維新会）     |
| #7       | 久保哲司 （新進党）         | 西村眞悟 （自由民主党） | 石井郁子 （日本共產党）   | 北神圭朗 （民主党）       | 室井秀子 （民主党）       | 阪口直人 （日本維新会）   | 北神圭朗 （民主党）     | 佐藤由香里 （自由民主党） | 住吉寬紀 （日本維新会）     |
| #8       | 砂田圭佑 （自由民主党）     | 中川智子 （社会民主党） | 小池百合子 （自由民主党） | 石井郁子 （日本共產党）   | 穀田惠二 （日本共產党）   | 中山泰秀 （自由民主党）   | 神谷昇 （自由民主党）   | 穀田惠二 （日本共產党）   | 大串正樹 （自由民主党）     |
| #9       | 穀田惠二 （日本共產党）     | 西博義 （公明党）       | 泉房穗 （民主党）         | 宇野治 （自由民主党）     | 熊谷貞俊 （民主党）       | 三木圭惠 （日本維新会）   | 木下智彦 （維新党）     | 井上英孝 （日本維新会）   | 掘井健智 （日本維新会）     |
| #10      | 赤松正雄 （新進党）         | 石井郁子 （日本共產党） | 赤松正雄 （公明党）       | 赤松正雄 （公明党）       | 高市早苗 （自由民主党）   | 穀田惠二 （日本共產党）   | 浮島智子 （公明党）     | 櫻井周 （立憲民主党）     | 穀田惠二 （日本共產党）     |
| #11      | 目片信 （自由民主党）       | 阪上善秀 （自由民主党） | 北川知克 （自由民主党）   | 清水鴻一郎 （自由民主党） | 濱本宏 （民主党）         | 井坂信彦 （眾人之党）     | 安藤裕 （自由民主党）   | 木村弥生 （自由民主党）   | 堀場幸子 （日本維新会）     |
| #12      | 肥田美代子 （民主党）       | 鍵田節哉 （民主党）     | 奥村展三 （民主党）       | 川端達夫 （民主党）       | 西博義 （公明党）         | 浮島智子 （公明党）       | 吉村洋文 （維新党）     | 浮島智子 （公明党）       | 小林茂樹 （自由民主党）     |
| #12      | 肥田美代子 （民主党）       | 鍵田節哉 （民主党）     | 奥村展三 （民主党）       | 川端達夫 （民主党）       | 西博義 （公明党）         | 浮島智子 （公明党）       | 椎木保 （維新党）       | 浮島智子 （公明党）       | 小林茂樹 （自由民主党）     |
| #13      | 辻元清美 （社会民主党）     | 西野陽 （自由民主党）   | 稻見哲男 （民主党）       | 山本朋廣 （自由民主党）   | 渡邊義彦 （民主党）       | 三宅博 （日本維新会）     | 宮本岳志 （日本共產党） | 岡下昌平 （自由民主党）   | 浮島智子 （公明党）         |
| #14      | 西博義 （新進党）           | 家西悟 （民主党）       | 西田猛 （自由民主党）     | 辻元清美 （社会民主党）   | 竹本直一 （自由民主党）   | 三日月大造 （民主党）     | 川端達夫 （民主党）     | 谷畑孝 （日本維新会）     | 森山浩行 （立憲民主党）     |
| #14      | 西博義 （新進党）           | 家西悟 （民主党）       | 西田猛 （自由民主党）     | 辻元清美 （社会民主党）   | 竹本直一 （自由民主党）   | 川端達夫 （民主党）       | 川端達夫 （民主党）     | 美延映夫 （日本維新会）   | 森山浩行 （立憲民主党）     |
| #15      | 石井郁子 （日本共產党）     | 山名靖英 （公明党）     | 西博義 （公明党）         | 土肥隆一 （民主党）       | 河上滿榮 （民主党）       | 大塚高司 （自由民主党）   | 谷川與 （自由民主党）   | 井上一德 （希望之党）     | 遠藤良太 （日本維新会）     |
| #15      | 石井郁子 （日本共產党）     | 山名靖英 （公明党）     | 西博義 （公明党）         | 土肥隆一 （民主党）       |                           | 大塚高司 （自由民主党）   | 谷川與 （自由民主党）   | 井上一德 （希望之党）     | 遠藤良太 （日本維新会）     |
| #16      | 谷畑孝 （自由民主党）       | 吉井英勝 （日本共產党） | 穀田惠二 （日本共產党）   | 井澤京子 （自由民主党）   | 吉井英勝 （日本共產党）   | 上西小百合 （日本維新会） | 浦野靖人 （維新党）     | 村上史好 （立憲民主党）   | 田中英之 （自由民主党）     |
| #17      | 山本孝史 （新進党）         | 鹽田晋 （自由党）       | 樽井良和 （民主党）       | 佐藤茂樹 （公明党）       | 松岡廣隆 （民主党）       | 村上史好 （日本未来党）   | 樋口尚也 （公明党）     | 谷川與 （自由民主党）     | 一谷勇一郎 （日本維新会）   |
| #18      | 柳本卓治 （自由民主党）     | 奥谷通 （自由民主党）   | 中山泰秀 （自由民主党）   | 穀田惠二 （日本共產党）   | 石田真敏 （自由民主党）   | 安藤裕 （自由民主党）     | 岡下昌平 （自由民主党） | 宮本岳志 （日本共產党）   | 宗清皇一 （自由民主党）     |
| #18      | 柳本卓治 （自由民主党）     | 北川知克 （自由民主党） | 中山泰秀 （自由民主党）   | 穀田惠二 （日本共產党）   | 石田真敏 （自由民主党）   | 安藤裕 （自由民主党）     | 岡下昌平 （自由民主党） | 清水忠史 （日本共產党）   | 宗清皇一 （自由民主党）     |
| #19      | 井上一成 （民主党）         | 肥田美代子 （民主党）   | 室井邦彦 （民主党）       | 山口壮 （民主党）         | 佐藤茂樹 （公明党）       | 林原由佳 （日本維新会）   | 上西小百合 （維新党）   | 濱村進 （公明党）         | 前川清成 （日本維新会）     |
| #19      | 井上一成 （民主党）         | 肥田美代子 （民主党）   | 室井邦彦 （民主党）       | 山口壮 （民主党）         | 佐藤茂樹 （公明党）       | 林原由佳 （日本維新会）   | 上西小百合 （維新党）   | 濱村進 （公明党）         | 中嶋秀樹 （日本維新会）     |
| #20      | 藤田寿美 （日本共產党）     | 北川蓮子 （社会民主党） | 小西理 （自由民主党）     | 鍵田忠兵衛 （自由民主党） | 豐田潤多郎 （民主党）     | 樋口尚也 （公明党）       | 清水忠史 （日本共產党） | 足立康史 （日本維新会）   | 鰐淵洋子 （公明党）         |
| #20      | 藤田寿美 （日本共產党）     | 北川蓮子 （社会民主党） | 小西理 （自由民主党）     | 泉原保二 （自由民主党）   | 豐田潤多郎 （民主党）     | 樋口尚也 （公明党）       | 清水忠史 （日本共產党） | 足立康史 （日本維新会）   | 鰐淵洋子 （公明党）         |
| #21      | 佐藤茂樹 （新進党）         | 久保哲司 （公明党）     | 佐藤茂樹 （公明党）       | 市村浩一郎 （民主党）     | 松浪健太 （自由民主党）   | 辻元清美 （民主党）       | 門博文 （自由民主党）   | 門博文 （自由民主党）     | 宮本岳志 （日本共產党）     |
| #21      | 佐藤茂樹 （新進党）         | 佐藤茂樹 （公明党）     | 佐藤茂樹 （公明党）       | 市村浩一郎 （民主党）     | 松浪健太 （自由民主党）   | 辻元清美 （民主党）       | 門博文 （自由民主党）   | 門博文 （自由民主党）     | 宮本岳志 （日本共產党）     |
| #22      | 阪上善秀 （自由民主党）     | 藤木洋子 （日本共產党） | 中川治 （民主党）         | 松浪健四郎 （自由民主党） | 樋口俊一 （民主党）       | 小林茂樹 （自由民主党）   | 田島一成 （民主党）     | 尾辻加奈子 （立憲民主党） | 德永久志 （立憲民主党）     |
| #23      | 吉田治 （新進党）           | 林省之介 （自由民主党） | 土井多賀子 （社会民主党） | 瀧實 （日本新党）         | 服部良一 （社会民主党）   | 岩永裕貴 （日本維新会）   | 松浪健太 （維新党）     | 大隈和英 （自由民主党）   | 池畑浩太朗 （日本維新会）   |
| #24      | 原健三郎 （自由民主党）     | 玉置一弥 （民主党）     | 宇野治 （自由民主党）     | 西博義 （公明党）         | 伊吹文明 （自由民主党）   | 宮本岳志 （日本共產党）   | 濱村進 （公明党）       | 浦野靖人 （日本維新会）   | 盛山正仁 （自由民主党）     |
| #25      | 辻第一 （日本共產党）       | 砂田圭佑 （自由民主党） | 岸本健 （民主党）         | 藤井勇治 （自由民主党）   | 竹内讓 （公明党）         | 新原秀人 （日本維新会）   | 大隈和英 （自由民主党） | 山井和則 （希望之党）     | 赤木正幸 （日本維新会）     |
| #26      | 前原誠司 （民主党）         | 中村哲治 （民主党）     | 吉井英勝 （日本共產党）   | 藤村修 （民主党）         | 宮本岳志 （日本共產党）   | 原田憲治 （自由民主党）   | 伊東信久 （維新党）     | 鰐淵洋子 （公明党）       | 齋藤亞歷克斯 （国民民主党） |
| #27      | 鍵田節哉 （新進党）         | 赤松正雄 （公明党）     | 山名靖英 （公明党）       | 矢野隆司 （自由民主党）   | 谷公一 （自由民主党）     | 畠中光成 （眾人之党）     | 盛山正仁 （自由民主党） | 繁本護 （自由民主党）     | 谷川與 （自由民主党）       |
| #28      | 野田實 （自由民主党）       | 中塚一宏 （自由党）     | 瀧實 （自由民主党）       | 奥村展三 （民主党）       | 赤松正雄 （公明党）       | 濱村進 （公明党）         | 堀内照文 （日本共產党） | 長尾秀樹 （立憲民主党）   | 大石晃子 （令和新選組）     |
| #28      | 奥谷通 （自由民主党）       | 中塚一宏 （自由党）     | 瀧實 （自由民主党）       | 奥村展三 （民主党）       | 赤松正雄 （公明党）       | 濱村進 （公明党）         | 堀内照文 （日本共產党） | 長尾秀樹 （立憲民主党）   | 大石晃子 （令和新選組）     |
| #29      | 中川智子 （社会民主党）     | 大幡基夫 （日本共產党） | 辻惠 （民主党）           | 吉井英勝 （日本共產党）   | 谷畑孝 （自由民主党）     | 杉田水脈 （日本維新会）   | 平野博文 （民主党）     |                           |                             |
| #30      | 旭道山和泰 （新進党）       | 植田至紀 （社会民主党） |                           |                           |                           |                           |                         |                           |                             |
| #31      | 藤木洋子 （日本共產党）     |                         |                           |                           |                           |                           |                         |                           |                             |
| #32      | 中山正暉 （自由民主党）     |                         |                           |                           |                           |                           |                         |                           |                             |
| #33      | 山元勉 （民主党）           |                         |                           |                           |                           |                           |                         |                           |                             |

## 選舉結果

### 第50回（2024年）
|    |  | 政黨       | 除数 | 議員       | 排名 順序 | 重複候選  | 惜敗率 | 經歷 |
| -- |  | ---------- | ---- | ---------- | --------- | --------- | ------ | ---- |
| 1  |  | 日本維新會 | 1    | 林佑美     | 1         | 和歌山1區 | 99.8%  | 前任 |
| 2  |  | 自由民主党 | 1    | 小寺裕雄   | 1         | 無        | －     | 前任 |
| 3  |  | 立憲民主黨 | 1    | 森山浩行   | 1         | 大阪16區  | 80.4%  | 前任 |
| 4  |  | 公明黨     | 1    | 竹内譲     | 1         | 無        | －     | 前任 |
| 5  |  | 日本維新會 | 2    | 三木圭恵   | 1         | 兵庫7區   | 89.9%  | 前任 |
| 6  |  | 自由民主党 | 2    | 石田真敏   | 2         | 無        | －     | 前任 |
| 7  |  | 國民民主黨 | 1    | 向山好一   | 1         | 兵庫3區   | 74.3%  | 曾任 |
| 8  |  | 日本維新會 | 3    | 徳安淳子   | 1         | 兵庫8區   | 83.7%  | 新任 |
| 9  |  | 日本共產黨 | 1    | 辰巳孝太郎 | 1         | 無        | －     | 新任 |
| 10 |  | 立憲民主党 | 2    | 橋本慧悟   | 1         | 兵庫9區   | 79.7%  | 新任 |
| 11 |  | 自由民主黨 | 3    | 大岡敏孝   | 3         | 滋賀1區   | 94.4%  | 前任 |
| 12 |  | 令和新選組 | 1    | 大石晃子   | 1         | 大阪5區   | 30.7%  | 前任 |
| 13 |  | 公明党     | 2    | 浮島智子   | 2         | 無        | －     | 前任 |
| 14 |  | 日本維新會 | 4    | 池畑浩太朗 | 1         | 兵庫12區  | 78.0%  | 前任 |
| 15 |  | 自由民主黨 | 4    | 大串正樹   | 3         | 兵庫6區   | 88.1%  | 前任 |
| 16 |  | 立憲民主黨 | 3    | 岡田悟     | 1         | 兵庫7區   | 75.8%  | 新任 |
| 17 |  | 日本維新會 | 5    | 市村浩一郎 | 1         | 兵庫6区   | 75.4%  | 前任 |
| 18 |  | 自由民主黨 | 5    | 小林茂樹   | 3         | 奈良1区   | 81.0%  | 前任 |
| 19 |  | 國民民主黨 | 2    | 平岩征樹   | 1         | 大阪8区   | 47.9%  | 新任 |
| 20 |  | 參政黨     | 1    | 北野裕子   | 1         | 滋賀3区   | 28.0%  | 新任 |
| 21 |  | 公明党     | 3    | 鰐淵洋子   | 3         | 無        | －     | 前任 |
| 22 |  | 日本維新會 | 6    | 和田有一朗 | 1         | 兵庫3区   | 69.7%  | 前任 |
| 23 |  | 日本共產黨 | 2    | 堀川朗子   | 2         | 京都2区   | 50.3%  | 前任 |
| 24 |  | 立憲民主黨 | 4    | 尾辻加奈子 | 1         | 大阪10区  | 74.0%  | 曾任 |
| 25 |  | 自由民主黨 | 6    | 島田智明   | 3         | 大阪15区  | 80.3%  | 新任 |
| 26 |  | 日本維新會 | 7    | 阿部圭史   | 1         | 兵庫2区   | 68.9%  | 新任 |
| 27 |  | 日本保守黨 | 1    | 島田洋一   | 1         | 無        | －     | 新任 |
| 28 |  | 令和新選組 | 2    | 八幡愛     | 1         | 大阪13区  | 28.1%  | 新任 |

候補者
|  | 政黨       | 議員       | 排名 順序 | 重複候選  | 惜敗率   | 經歷     | 備註     |
|  | ---------- | ---------- | --------- | --------- | -------- | -------- | -------- |
|  | 日本維新會 | 出路真吾   | 1         | 滋賀4區   | 67.4%    | 新任     |          |
|  | 自由民主黨 | 高麗啓一郎 | 3         | 大阪府8区 | 78.7%    | 新任     |          |
|  | 立憲民主党 | 平尾道雄   | 1         | 滋賀2区   | 65.7%    | 新任     |          |
|  | 公明党     | 大山一平   | 4         | 無        | －       | 新任     |          |
|  | 国民民主党 | 無候補者   | 無候補者  | 無候補者  | 無候補者 | 無候補者 | 無候補者 |
|  | 日本共産党 | 清水忠史   | 3         | 大阪4区   | 35.6%    | 曾任     |          |
|  | 令和新選組 | 岡田哲扶   | 4         | 無        | －       | 新任     |          |
|  | 参政党     | 和泉修     | 4         | 無        | －       | 新任     |          |
|  | 日本保守党 | 佐佐木實   | 2         | 無        | －       | 新任     |          |

## 相關項目
- 比例代表制
- 日本眾議院比例代表制選區列表

## 備註